# AMD Athlon II (Mobil)
Unter dem Markennamen AMD Athlon II vermarktet AMD Mehrkernprozessoren für Notebooks. Daneben gibt es auch Athlon-II-Prozessoren für Desktopsysteme. Im Zuge der Vorstellung der Turion-II-Prozessoren wurden die Athlon-II-Prozessoren für das Low-End-Segment eingeführt.

## Technik
Genauso wie der Athlon II für Desktopsysteme und der Turion II basiert der Athlon II für Notebooks auf der K10-Architektur. Allerdings wurde die Gleitkommaeinheit (FPU) auf lediglich 64 Bit beschnitten, während die Turion-II-Prozessoren mit einer vollständigen, 128 bit breiten FPU ausgeliefert wurden. Während die ersten Modelle (Kennbuchstabe „M“) noch auf DDR2-Speicher beschränkt waren, kamen im Mai 2010 neuere Versionen, die mit DDR3 betrieben werden können, bezeichnet durch die Kennbuchstaben „P“ und „N“.
Als weitere Ableger des Athlon II gibt es den Athlon II Neo, der eine Leistungsaufnahme von nur 12 W aufweist. Hier war neben einem 1,3 GHz-Dualcore (K325) auch der einzige von AMD unter dem Namen „Athlon II“ angebotene Singlecore mit 1,7 GHz zu finden (K125). Zudem bot AMD mit der V-Serie zwei weitere Singlecore-Prozessoren an, basierend auf dem Athlon II. Zum einen den V105, welcher mit einer Stromaufnahme von nur 9 W und einer Taktfrequenz von 1,2 GHz bevorzugt in Netbooks eingesetzt wurde, und zum anderen den V120 mit einer Stromaufnahme von 25 W und einer Taktfrequenz von 2,2 GHz. Anders als die älteren Neo-Modelle verfügen der Athlon II Neo aber auch die Prozessoren der V-Serie über den normalen Sockel S1.

## Modelle
- Doppelkernprozessor (Dual-Core)
- Revision: C2
- L1-Cache: je Kern 128 kB: 64 + 64 kB (Daten + Instruktionen)
- L2-Cache: je Kern 512 kB L2-Cache
- MMX, Extended 3DNow!, SSE, SSE2, SSE3, SSE4a, AMD64, PowerNow!, NX-Bit, AMD-V
- Sockel S1, HyperTransport 3.0 mit 1,6 GHz (HT3200)
- DDR2-Speichercontroller: Unterstützung bis zu DDR2-800
- Betriebsspannung (VCore): 1,2 V
- Leistungsaufnahme (TDP): 35 Watt
- Erscheinungsdatum: Oktober 2009
- Fertigungstechnik: 45 nm (SOI), Immersionslithografie
- Die-Größe: 117,5 mm²
- Transistoranzahl: 234 Millionen
- Taktfrequenzen: 2,0–2,2 GHz
  - Athlon II X2
    - M300: 2,0 GHz
    - M320: 2,1 GHz
    - M340: 2,2 GHz

- Doppelkernprozessor (Dual-Core)
- Revision: C3
- L1-Cache: je Kern 128 kB: 64 + 64 kB (Daten + Instruktionen)
- L2-Cache: je Kern 512 kB L2-Cache
- MMX, Extended 3DNow!, SSE, SSE2, SSE3, SSE4a, AMD64, PowerNow!, NX-Bit, AMD-V
- Sockel S1, HyperTransport 3.0 mit 1,6 GHz (HT3200)
- DDR3-Speichercontroller: Unterstützung bis zu DDR3-1066
- Betriebsspannung (VCore):
- Leistungsaufnahme (TDP): 25–35 Watt
- Erscheinungsdatum: Mai 2010
- Fertigungstechnik: 45 nm (SOI), Immersionslithografie
- Die-Größe: 117,5 mm²
- Transistoranzahl: 234 Millionen
- Taktfrequenzen: 2,1–2,4 GHz
  - Athlon II X2
    - P320: 2,1 GHz (25 W TDP)
    - P340: 2,2 GHz (25 W TDP)
    - P360: 2,3 GHz (25 W TDP)
    - N330: 2,3 GHz (35 W TDP)
    - N350: 2,4 GHz (35 W TDP)